# Euploea coerulescens
Euploea coerulescens är en fjärilsart som beskrevs av Arnold Pagenstecher 1894. Euploea coerulescens ingår i släktet Euploea och familjen praktfjärilar. Inga underarter finns listade i Catalogue of Life.